# Йоко Сімада
Йоко Сімада (яп. 岛田 阳子, 17 травня 1953, Кумамото — 25 липня 2022, Токіо) — японська акторка.

## Життєпис
За межами Японії найвідоміша за роллю Маріко (леді Тода Бунтаро) у серіалі «Сьогун» (1980, за участю Річарда Чемберлена та Міфуне Тосіро. З усіх японських актрис, зайнятих у фільмі, вона була єдиною, хто говорив по-англійськи. До цього вона недостатньо добре говорила англійською та спочатку розраховувала виключно на репетитора — у фільмі було багато діалогів, де потрібно було більш-менш вільне володіння англійською. Однак її англійська значно покращилась протягом зйомок, що згодом (у 80-х і 90-х) дозволило їй знятися ще в кількох англомовних фільмах.
У 1982 вона знялася в першому франко-японському телевізійному проекті — у фільмі «Червоне кімоно» (фр. Le Kimono Rouge, яп. テレビ ドラマ「ビゴー を 知って い ます か」) Олів'є Жерара й Юдзі Муракамі. Цей фільм розповідає про життя художника-карикатуриста Жоржа Фердінан Біго, відомого в Японії, але майже невідомого у Франції.

## Фільмографія
- Kamen Rider (1971)
- Hajimete no tabi (1972)
- Castle of Sand (1974)
- Wagahai wa neko de aru (1975)
- Torakku yarô: Hôkyô ichiban hoshi (1976)
- Inugamike no ichizoku (1976)
- Hakuchyu no shikaku (1979)
- Ôgon no inu (1979)
- Сьогун / Shōgun (1980)
- Ritoru champion (1981)
- Kyukei no koya (1981)
- Hanazono no meikyu (1988)
- The Hunted (1995)
- Вбивця, що плаче / Crying Freeman (1995)
- Yingxiong Zheng Chengong (2000)
- Shinku (2005)

## Телебачення
- Kamen Raidâ (1971)
- Shiroi Kyoto (1978)
- Shogun (1980)
- Sanga moyu (1984)
- Oka no ue no himawari (1993)

## Премії
Премія «Золотий глобус» за найкращу жіночу роль у телевізійному серіалі